# گمینا پژخلوو
گمینا پژخلوو (به لهستانی:  Gmina Przechlewo) یک گمینا در لهستان است که در شهرستان چوخوف واقع شده‌است. گمینا پژخلوو ۲۴۳٫۸۸ کیلومتر مربع مساحت و ۶٬۱۵۸ نفر جمعیت دارد.